# Colroy-la-Roche
Colroy-la-Roche (deutsch Kolrein) ist eine französische Gemeinde mit 471 Einwohnern (Stand 1. Januar 2021) in den Vogesen im Département Bas-Rhin in der Region Grand Est (bis 2015 Elsass). Die Départementsstraße D424 verbindet das Dorf mit Ranrupt und Saint-Blaise-la-Roche. Zwischen Colroy-la-Roche und Ranrupt liegt das Waldgebiet Forêt Domaniale du Champ du Feu.

## Geschichte
In den Jahren 607 und 608 hieß das Dorf „Collerinse“ und im 17. Jahrhundert „La colline du roy“. Nach dem Dreißigjährigen Krieg wurde das Colroy-la-Roche vor allem durch Zuwanderer aus der Schweiz und der Region von Montbéliard wiederbevölkert. 1790 wurde das Dorf dem ehemaligen Kanton Saales und damit dem Elsass zugeteilt.

## Bevölkerungsentwicklung
| Jahr      | 1962 | 1968 | 1975 | 1982 | 1990 | 1999 | 2005 | 2019 |
| Einwohner | 245  | 274  | 307  | 431  | 435  | 455  | 458  | 476  |

## Wappen
Beschreibung: In Silber und Rot geteilt. Oben ein rotes Weberschiffchen und unten eine rechtsoffene goldene Krümme eines Krummstabes.

## Sehenswürdigkeiten
- In Colroy-la-Roche stehen Häuser, die für das obere Tal der Bruche typisch sind.
- Kirche Saint Nicolas
- Auf dem Dorfplatz steht ein ausrangiertes Fuhrwerk als Denkmal.

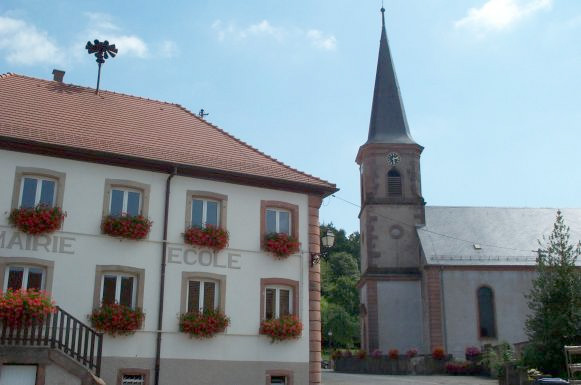
Mairie und Kirche St. Nikolaus in Colroy-la-Roche

## Persönlichkeiten
- Jean-Baptiste Claudel CSsR (1876–1955), Ordensgeistlicher, Apostolischer Vikar von Reyes in Bolivien